# 武梨えり
武梨 えり（たけなし えり、12月16日 - ）は、日本の漫画家。宮城県出身。東京都在住。血液型はAB型。実兄に同じく漫画家の結城心一を持つ。

## 略歴
アマチュア時代は雑誌へのイラスト投稿も行っており、『月刊OUT』の常連投稿者であった。その後光文社の火の玉ゲームコミックシリーズで活躍。2001年に同社から刊行されたアトラスのゲームペルソナシリーズの公式アンソロジーコミックが初の単行本である。Leaf作品やTYPE-MOON作品などのアンソロジーコミックにも参加し、特にTYPE-MOON作品の『月姫』や、『Fate/stay night』などの公式アンソロジーコミックは原作シナリオライターの奈須きのこからも評価を受け、『Fate/hollow ataraxia』でもゲストとして参加するまでとなる。
オリジナル作品としては、『月刊ComicREX』の創刊号（2006年1月号）から2017年9月号まで連載され、アニメ化もされた『かんなぎ』が代表作。同作のアニメ版第5話のアイキャッチでは、簡単なプロフィールと自画像共に声で出演している。また、結城心一によりスピンオフパロティ作品『かんぱち』が、『Comic REX』2010年4月号から2016年5月号まで連載された。
『Comic REX』2018年9月号より新連載、『ニジとクロ』が開始。

## 人物
女性だが自画像は筋肉質でスキンヘッド、全裸姿で彫りが深い顔の男である。これは当初使用しようとしていた自画像が「可愛すぎる」と結城に変更させられたからとされている。
『月刊OUT』の常連投稿者だった縁もあり、本人の希望もあって『かんなぎ』のアニメDVD2巻には初回特典として『月刊OUTLimited』（ミニ復刻版）が付属している。またピアノを10年以上続けていた。

### 病気療養による休載
長期連載となった『かんなぎ』だったが、武梨が2008年11月初頭にくも膜下出血で倒れ、約2年半の間休載となった。
入院した時点で2008年12月号の『かんなぎ』執筆終了後だったため、同作は2009年1月号以降、期限を切らずに休載となった。また『月刊ニュータイプ』で連載中の4コマ漫画形式のコラム『武梨えりのオママンNT』の連載も休止している。一迅社からのプレスリリースに拠れば手術を受けたとのことで、休載は少なくとも数ヶ月は続く見込みとされていたが、2009年4月に本人がサイトにて「無理がたたった末の大病」と明かし、後日1年程度は休業が必要な状態である事を同サイトで明らかにした。
当時は病名が伏せられていたため、読者の間では様々な憶測が錯綜し、一部報道では「『かんなぎ』のストーリー展開を良しとしない者からの中傷が原因でショックを受けて休載に追い込まれたのでは」とも言われていたが、編集部側も作者もこれを明確に否定している。
2011年2月、既に武梨が復帰に向けて『かんなぎ』のネームを仕上げているばかりか、新しい企画も進行中であることを編集部が明らかにした。同年6月24日、連載を再開する旨が発表され、発表のとおり同年7月27日発売の『Rex』9月号から連載を再開している。
2012年4月27日、『かんなぎ』7巻の発行を機として武梨は2008年の大病がくも膜下出血であったことを公表。出血部位によっては即座に死につながる病であったが、後遺症等も大きなものは残らなかったとのことである。今になって病名を公表することを悩んだが、読者に迷惑と心配をかけたということ、いまだ隔月連載であることもあって、この機に公表を決めたという。

## 作品リスト

### 書籍
- プリプリプラネット （2001年6月10日発売、光文社）
  - アトラスのゲームペルソナシリーズの火の玉ゲームコミックシリーズ掲載分をまとめた短編集。
- TAKE MOON （一迅社）
- かんなぎ[7] （一迅社）
- ニジとクロ（一迅社）
  1. （2019年6月27日発売）
  2. （2020年2月27日発売）
  3. （2021年1月27日発売）
- 天久鷹央の推理カルテ スフィアの死天使（2025年1月22日発売、講談社）

### 読み切り
- 快傑妖精プニャタ（『コミックZERO-SUM増刊WARD』Vol.01） 24p
- ヒルデガルトの城（『コミックZERO-SUM増刊WARD』Vol.03） 34p
- モーリー（『コミックZERO-SUM増刊WARD』Vol.06） 26p
- 最期、星降る惑星で僕と居てほしい（『月刊アフタヌーン』2023年4月号[8]）
- 口裂け女アメリカへ行く（『ハルタ』Vol.109[9]）

### アンソロジー

#### DNAメディアコミックス
- 「月姫」
- 「MELTY BLOOD」
- 「Fate/stay night」
- 「AIR」
- 「ひぐらしのなく頃に」
- 「To Heart」
- 「こみっくパーティー」
- 「うたわれるもの」
- 「DEAD OR ALIVE 2」
- 「DEAD OR ALIVE 3」
- 「DEAD OR ALIVE XTREME BEACH VOLLEYBALL」
- 「Pia キャロットへようこそ！！３」
- 「FAVORITE DEAR」
- 天元突破グレンラガン コミックアンソロジー VOL.3 （表紙）
- 「とらいあんぐるハート３」
- 「月姫 -A piece of blue glass moon- コミックアンソロジー 」[10]

#### その他
- 光文社 新世紀エヴァンゲリオン 鋼鉄のガールフレンド コミックアンソロジー ボーイ・ミーツ・ガール
- 光文社 火の玉ゲームコミックシリーズ「エリーのアトリエ　ザールブルグの錬金術師２」
- 光文社 火の玉ゲームコミックシリーズ「女神異聞録ペルソナ」
- 光文社 火の玉ゲームコミックシリーズ「ペルソナ２罪」
- 光文社 火の玉ゲームコミックシリーズ「ペルソナ２罰」
- 光文社 火の玉ゲームコミックシリーズ「真・女神転生」
- 光文社 火の玉ゲームコミックシリーズ「真・女神転生２」
- 一迅社 E'S-花咲く乙女のアンソロジー-（1） オリジナルアンソロジー

### アニメ
- ガールズワーク（時期未定）キャラクター原案
- ドージンワーク（2007年）第9話予告イラスト
- かんなぎ（2008年）第14話エンドカードイラスト
- ソードアート・オンライン（2012年）第23話エンドカードイラスト
- ストレンジ・プラス（2014年）第2話エンドカードイラスト
- ろんぐらいだぁす!（2016年）第10話エンドカードイラスト
- 捏造トラップ-NTR-（2017年）第10話エンドカードイラスト
- 私に天使が舞い降りた!（2019年）第10話エンドカードイラスト
- Fate/Grand Carnival（2021年）キャラクターデザイン協力

### ゲーム
- Fate/Grand Order（2017年 - ） - 概念礼装イラスト、一部キャラクターデザイン[11]（ファンタズムーン[12]）

### その他
- ビー・エヌ・エヌ新社 『コミックイラストレーションガイダンス! スクールデイズ編』 かんなぎ解説
- メディアワークス 漫画版『天元突破グレンラガン』2巻 応援4コマ
- 一迅社 『楽屋裏』（1巻の帯の推薦文）
- 一迅社 『かんなぎ-校内ケガレ浄化合宿』 原案・絵：武梨えり / 脚本：竹井10日 / 絵：桐野霞
- 一迅社 『かんぱち』（原案：武梨えり / 作画：結城心一、月刊ComicREX連載中） - 『かんなぎ』のパロディネタを描いたスピンオフ作品。
- 一迅社 『ゆりぱち』（原作：なもり、武梨えり / 作画：結城心一、月刊ComicREX連載） - 『ゆるゆり』と『かんぱち』のコラボ作品。
- 『ハロー大豆の歌』 作詞・作曲：武梨えり / 編曲：神前暁 / 歌：戸松遥

## アシスタント
- ハラオ
- 中森百砂